# شونسوکه تسوتسومی
شونسوکه تسوتسومی (انگلیسی: Shunsuke Tsutsumi؛ زادهٔ ۸ ژوئن ۱۹۸۷) بازیکن فوتبال اهل ژاپن است.
از باشگاه‌هایی که در آن بازی کرده‌است می‌توان به باشگاه فوتبال اوراوا رد دیاموندز، باشگاه ورزشی توچیگی، و باشگاه فوتبال آویسپا فوکوئوکا اشاره کرد.
وی همچنین در تیم ملی فوتبال زیر ۲۰ سال ژاپن بازی کرده‌است.